# Huningue
Huningue (Duits: Hüningen) is een gemeente in het Franse departement Haut-Rhin in de regio Grand Est gelegen aan de Rijn en telde op 1 januari 2022 7.410 inwoners. De plaats maakt deel uit van het arrondissement Mulhouse.

## Geografie
De oppervlakte van Huningue bedroeg op 1 januari 2022 2,86 vierkante kilometer; de bevolkingsdichtheid was toen 2.590,9 inwoners per km². De gemeente op de linkeroever van de Rijn is sinds 2007 met de Duitse stad Weil am Rhein op de rechteroever verbonden door een lange fietsers- en voetgangersboogbrug, de Drielandenbrug. Een voet- en fietspad op de Franse Rijnoever verbindt de Drielandenbrug sinds april 2016 met de Dreirosenbrücke in Bazel.

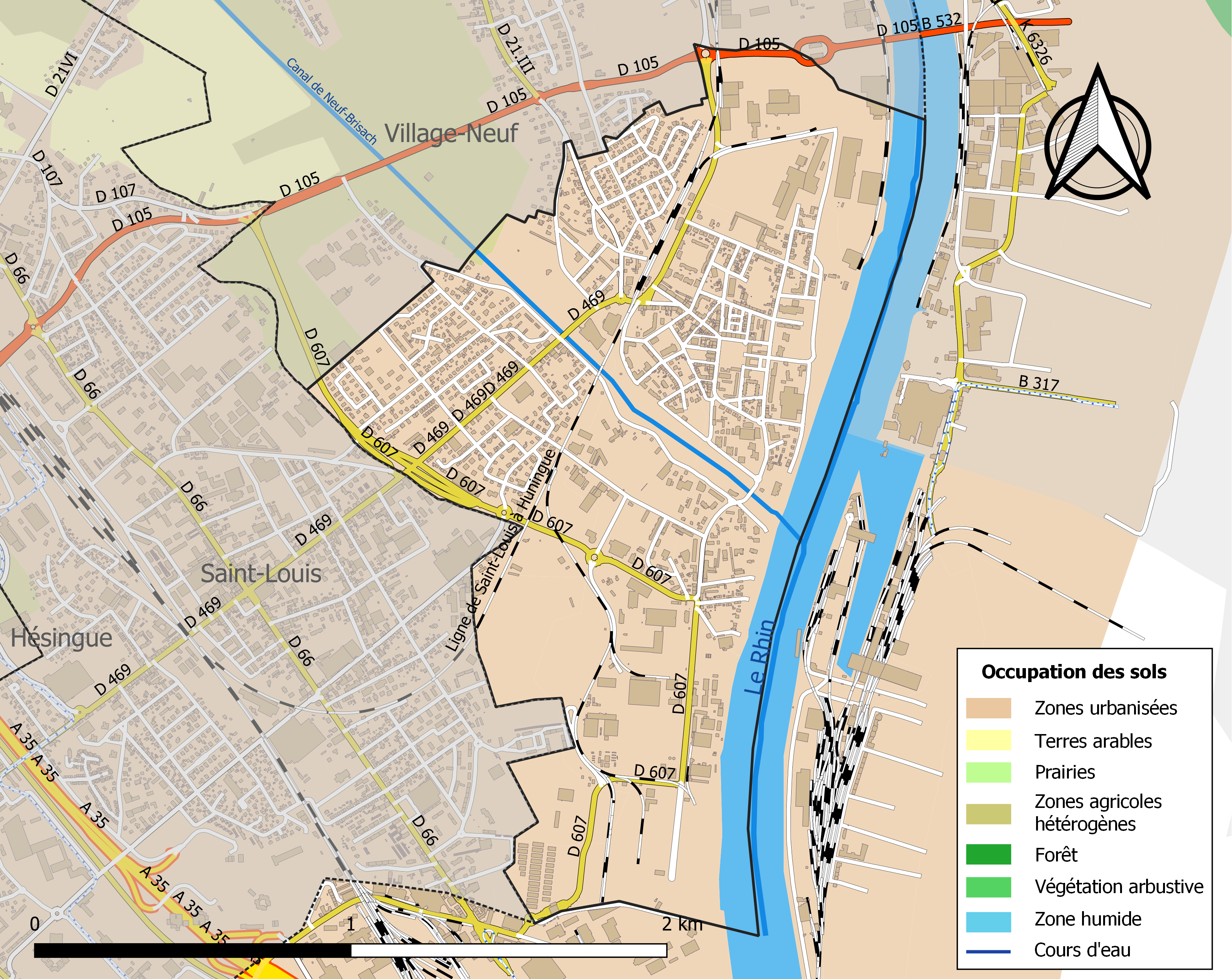
Kaart van de gemeente met de belangrijkste infrastructuur, bodemgebruik en omliggende gemeenten

## Demografie
Onderstaande figuur toont het verloop van het inwonertal (bron: INSEE-tellingen).

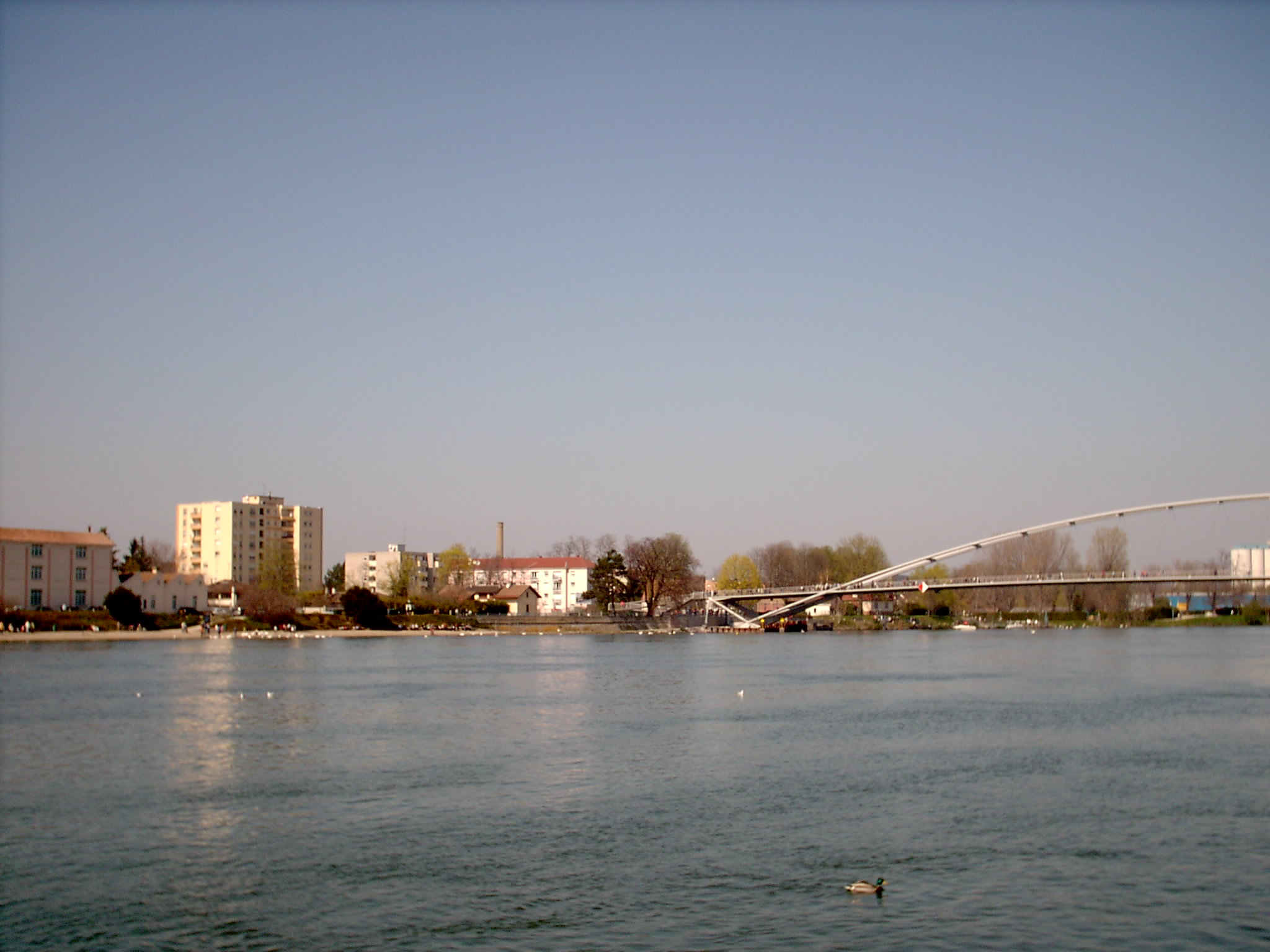
Zicht op Huningue vanuit Bazel
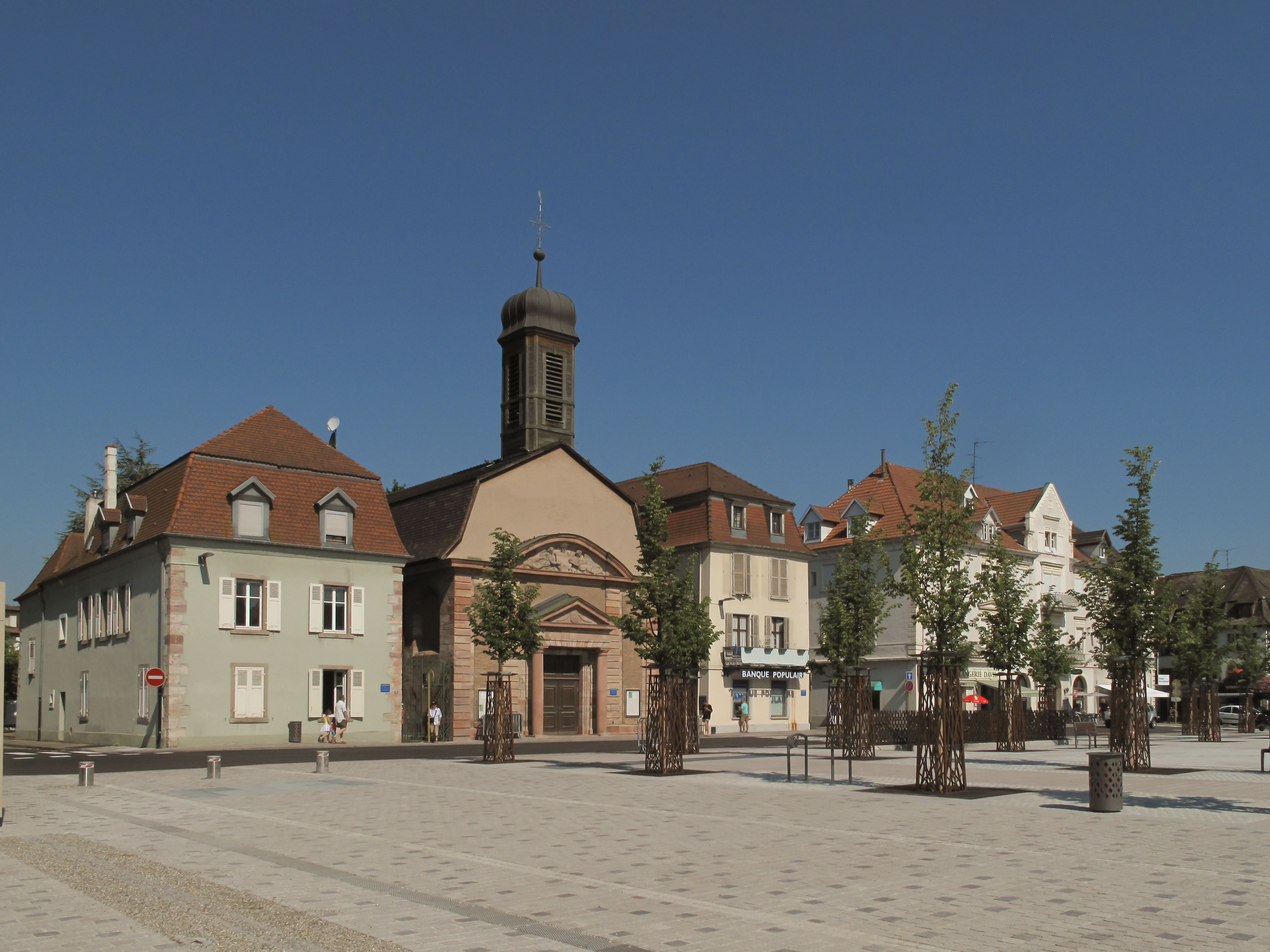
Huningue, Place Abbatucci met église Saint-Louis
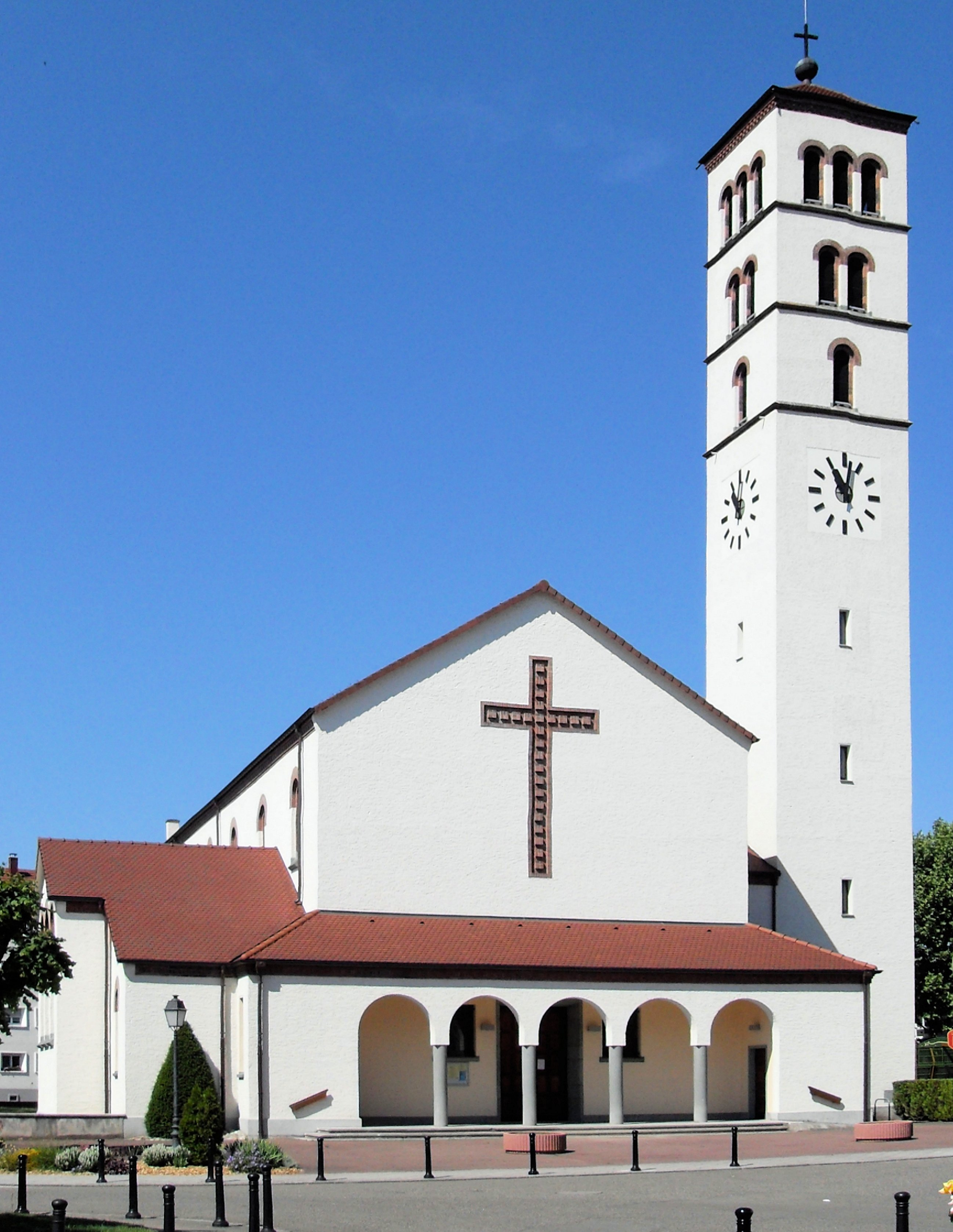
Kerk van Christus Koning
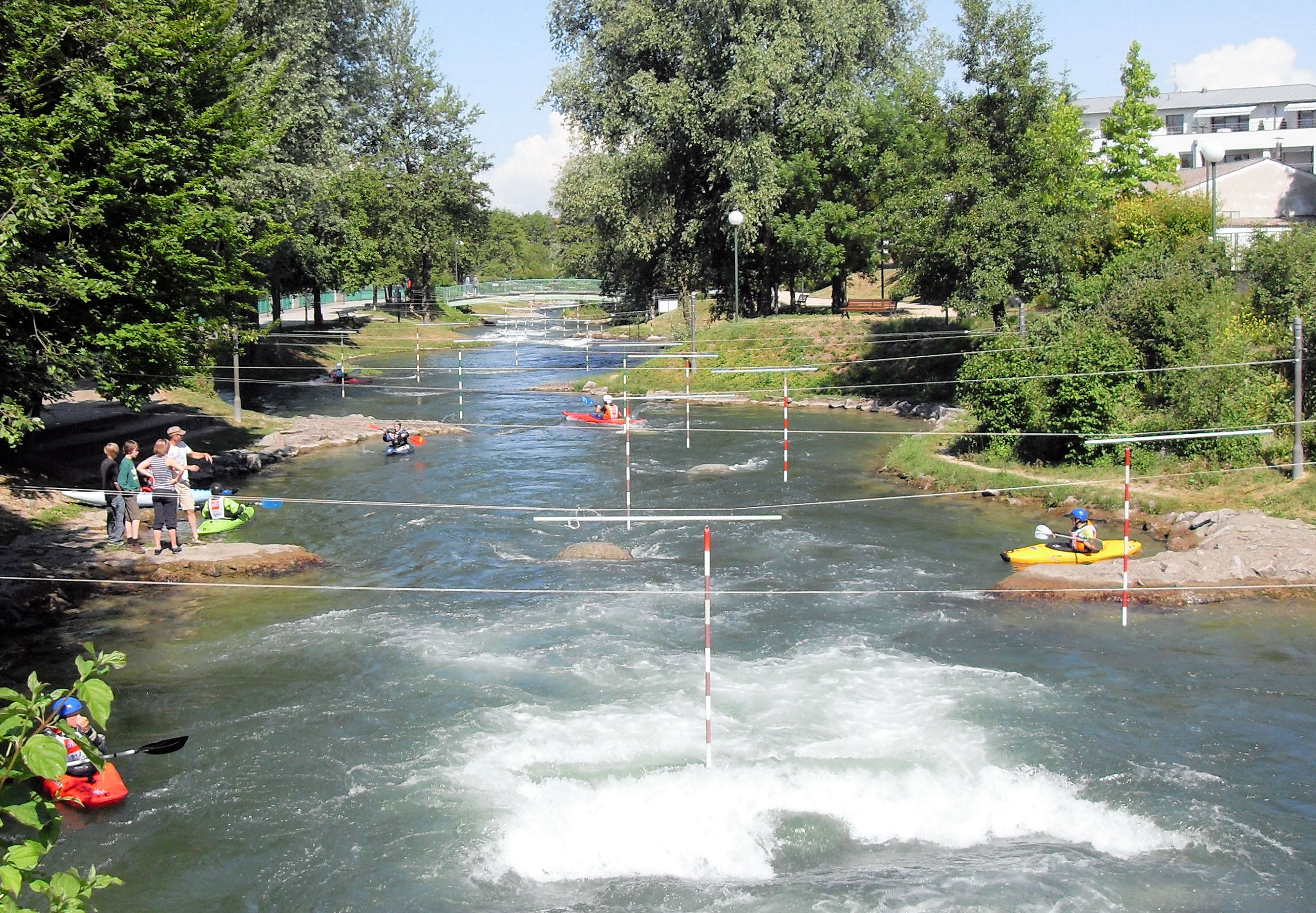
Wildwaterbaan
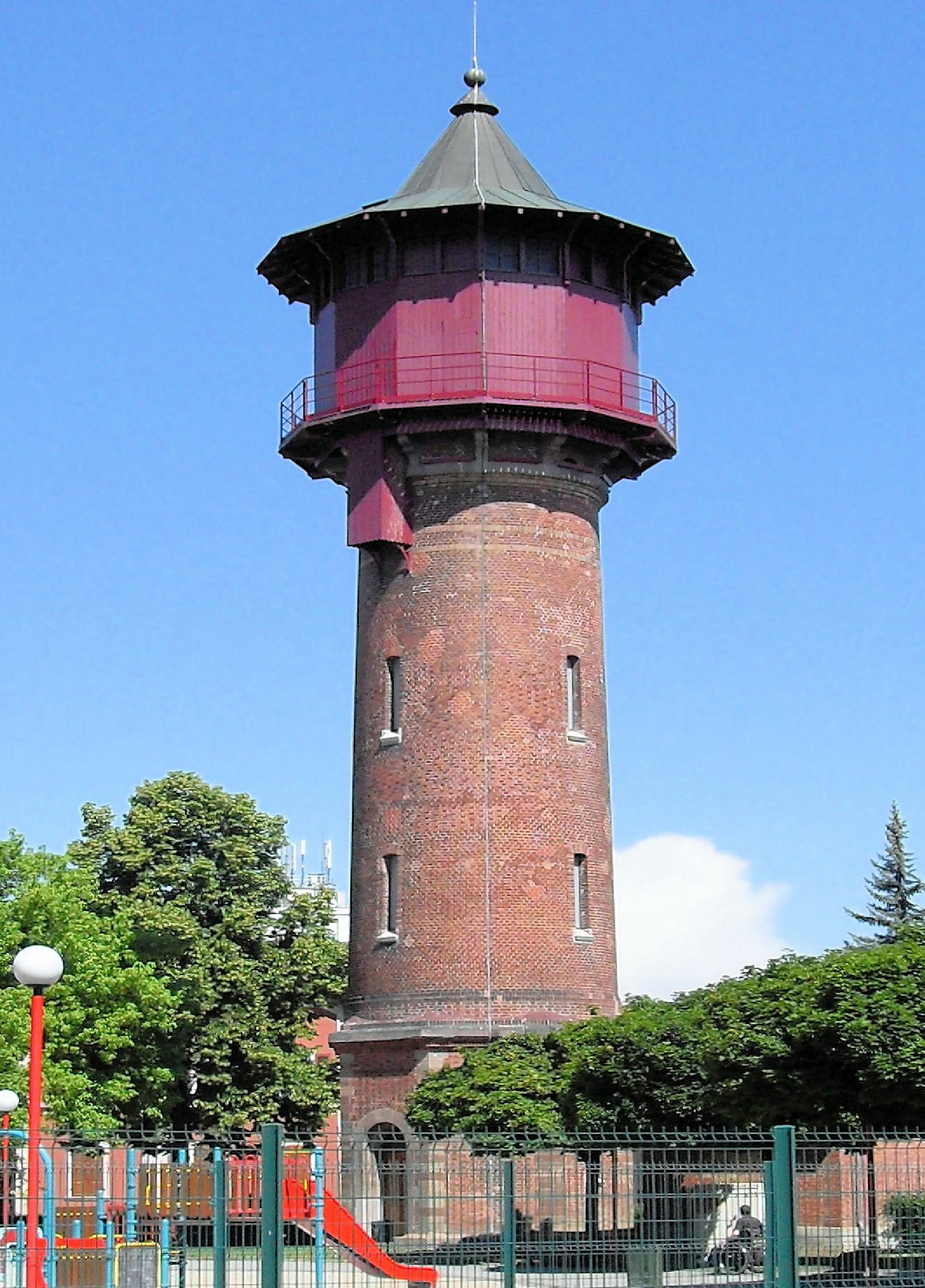
Watertoren

## Geboren
- Pierre Barbier (1800-1874), Frans hoog ambtenaar en politicus